# Вулиця Генерала Кульчицького (Київ)
Ву́лиця Генера́ла Кульчи́цького — вулиця в Печерському районі міста Києва, місцевість Чорна гора. Пролягає від Яготинської вулиці до Баришівської вулиці. 
Прилучається Ромоданівська вулиця.

## Історія
Виникла у середині XX століття під назвою 66З-тя Нова вулиця. Мала назву на Героя Радянського Союзу О. М. Матросова — з 1953 року.
Сучасна назва на честь українського військового, генерал-майора, Героя України Сергія Кульчицького — з 2022 року.

## Зображення

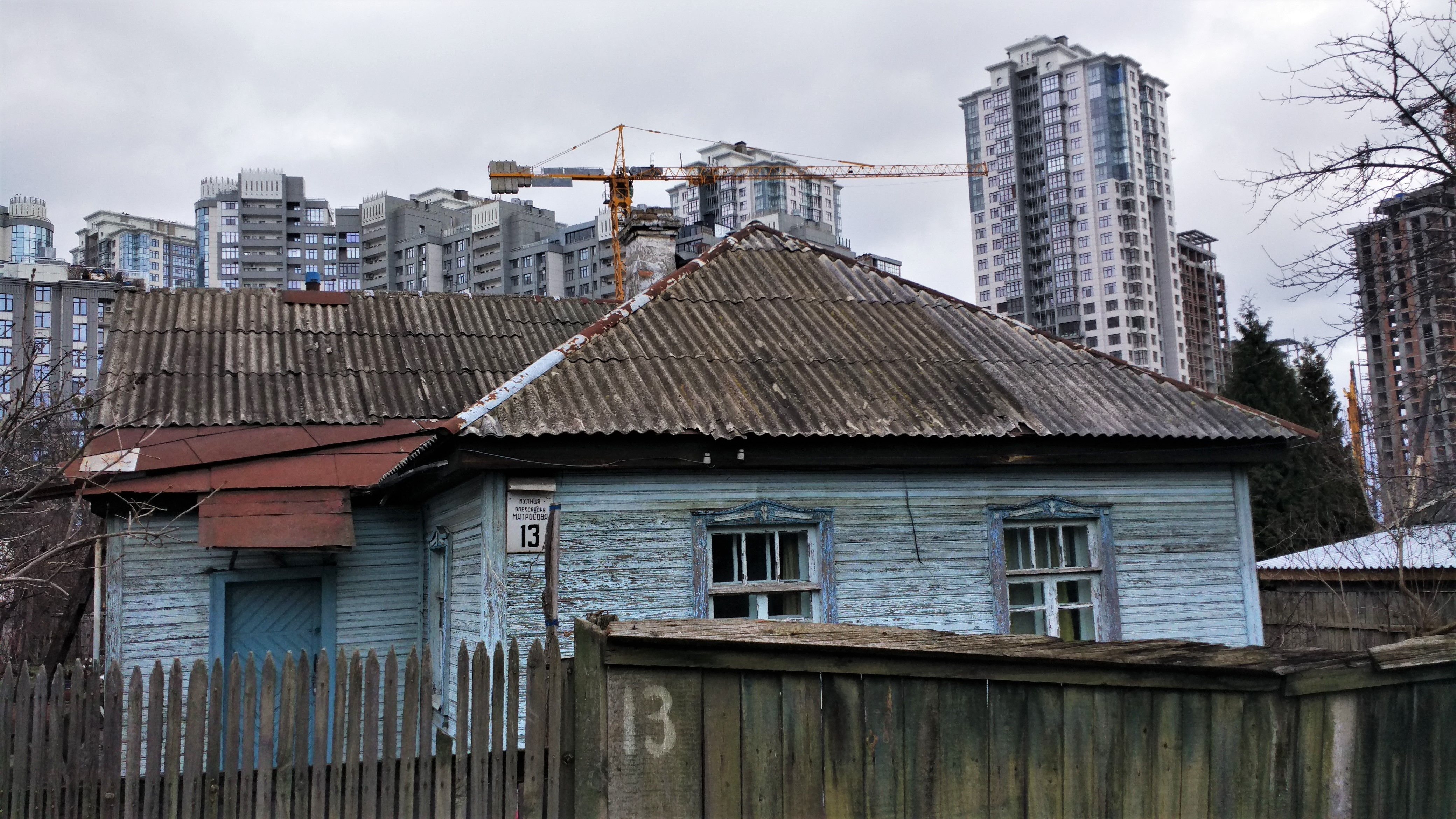
Будинок № 13
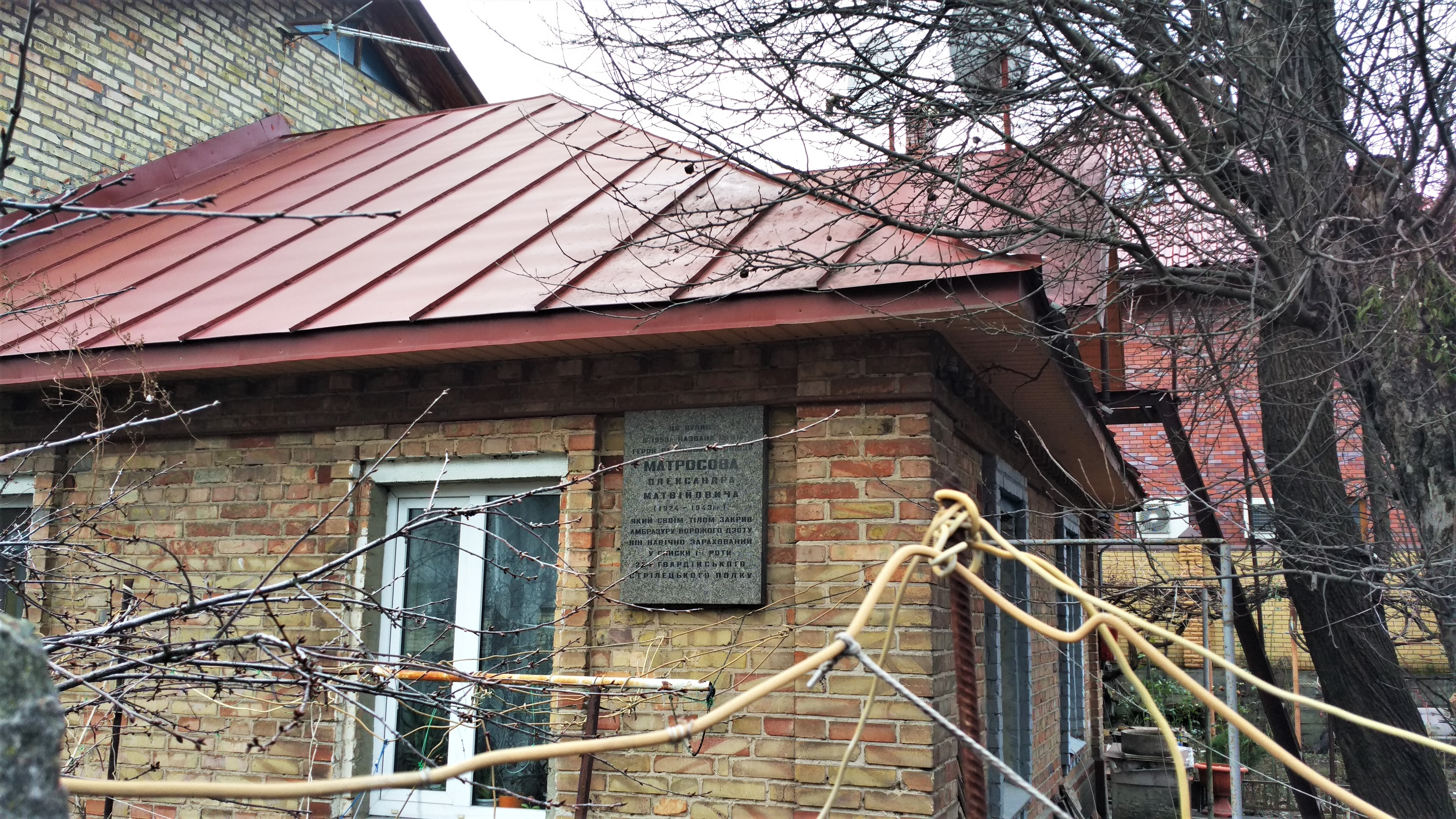
Анотаційна дошка на будинку № 2/12